# Volvaria
Volvaria är ett släkte av svampar. Volvaria ingår i familjen Pluteaceae, ordningen Agaricales, klassen Agaricomycetes, divisionen basidiesvampar och riket svampar.
|          | Volvariella                                                               |
|          |                                                                           |
| Volvaria | \| \| Volvaria temperata \| \| \| \| \| \| Volvaria primulina \| \| \| \| |
|          | \| \| Volvaria temperata \| \| \| \| \| \| Volvaria primulina \| \| \| \| |
|          | Pluteus                                                                   |
|          |                                                                           |
|          | Chamaeota                                                                 |
|          |                                                                           |
|          | Volvaria temperata                                                        |
|          |                                                                           |
|          | Volvaria primulina                                                        |
|          |                                                                           |

|  | Volvaria temperata |
|  |                    |
|  | Volvaria primulina |
|  |                    |